# Смит, Джеймс (шотландский футболист)
Джеймс Смит (англ. James Smith; 13 сентября 1844, Абердин, Шотландия — 20 сентября 1876, Урхарт, Мори, Шотландия) — шотландский футболист, левый хавбек (аналог современного полузащитника), выступавший за «Куинз Парк», «Саут Норвуд» и национальную сборную Шотландии. Участник первого официального международного футбольного матча.

## Биография

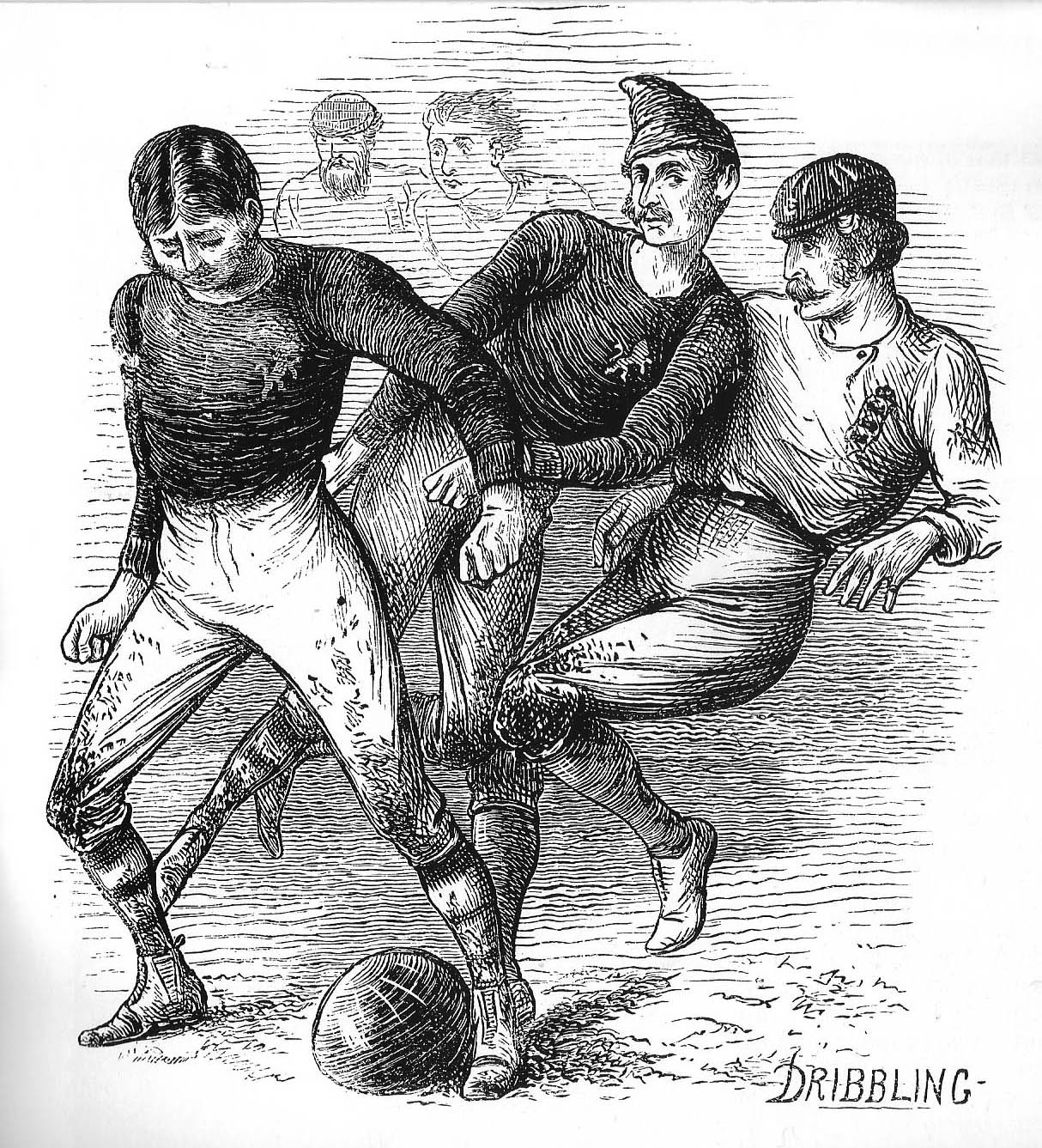
Джеймс Смит (с мячом) идёт в дриблинг в матче с Англией

Джеймс родился 13 сентября 1844 года в семье садовника графа Файфа Роберта Смита и Барбары Аберкромби. Он получил школьное образование в Академии Фордайс, после чего переехал в Глазго, где открыл своё дело по продаже художественных принадлежностей.
В 1867 году Джеймс стал одним из основателей футбольного клуба «Куинз Парк» и вошёл в первый состав команды. Первая известная игра с участием хавбека состоялась 23 июня 1870 года: во встрече с «Эйрдри» он забил один из четырёх голов «пауков». В 1871—1872 годах он был капитаном команды. Джеймс участвовал в матче кубка Англии против клуба «Уондерерс», прошедшем в марте 1872 года. Он совмещал игру за «Куинз Парк» с выступлениями за английский «Саут Норвуд»: хавбек записался в эту команду в 1870 году, когда открыл бизнес в Лондоне. В 1873 году Джеймс покинул «пауков» и стал играть только за лондонский коллектив. Дэвид Боун в своих «Воспоминаниях и зарисовках шотландского футбола» описывал Джеймса как «очень вспыльчивого человека, что неоднократно проявлялось во время матчей».
Свой единственный матч за национальную сборную Шотландии Джеймс сыграл 30 ноября 1872 года: это была первая официальная международная игра против англичан. В ней также принял участие младший брат Джеймса Роберт Смит. Джеймс и Роберт стали первыми братьями, принявшими участие в международном футбольном матче.
В 1876 году Джеймс тяжело заболел и вернулся в Шотландию. Он скончался в родительском доме в Урхарте 20 сентября того же года.

## Статистика выступлений за сборную Шотландии
| Матчи и голы Смита за сборную Шотландии | Матчи и голы Смита за сборную Шотландии | Матчи и голы Смита за сборную Шотландии | Матчи и голы Смита за сборную Шотландии | Матчи и голы Смита за сборную Шотландии | Матчи и голы Смита за сборную Шотландии |
| №                                       | Дата                                    | Оппонент                                | Счёт                                    | Соревнование                            |                                         |
| --------------------------------------- | --------------------------------------- | --------------------------------------- | --------------------------------------- | --------------------------------------- | --------------------------------------- |
| 1                                       | 30 ноября 1872                          | Англия                                  | 0:0                                     | Товарищеский матч                       |                                         |

Итого: 1 матч / 0 голов; 0 побед, 1 ничья, 0 поражений.